# 岐阜県道163号墨俣合渡岐阜線
岐阜県道163号墨俣合渡岐阜線（ぎふけんどう163ごう すのまたごうどぎふせん）は、岐阜県大垣市墨俣町と同県岐阜市を結ぶ一般県道である。

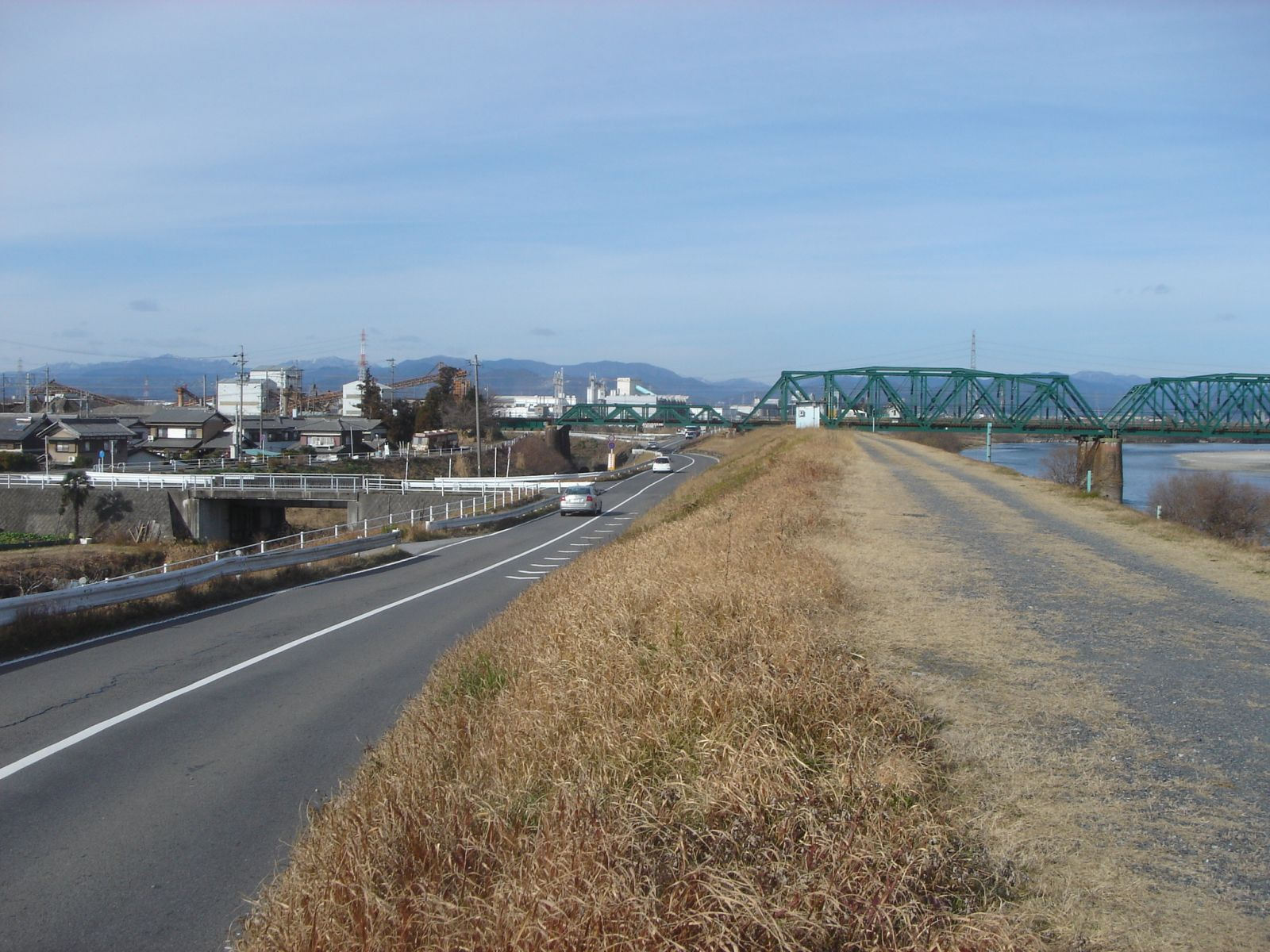
堤防部にある県道163号。瑞穂市にて。奥はJR東海道本線

## 概要
概ね長良川中流域（長良大橋から長良橋の間）の右岸堤防上の道路である。
岐阜県大垣市墨俣町墨俣の長良大橋西交差点（岐阜県道23号北方多度線・岐阜県道31号岐阜垂井線（旧国道21号）交点）が起点。起点より長良川と犀川の間の堤防上を北に進み、墨俣城の前を通り、瑞穂市に入る。国道21号岐大バイパスの穂積大橋と立体交差し、JR東海道本線のガード下をくぐるとまもなく、岐阜市に入る。岐阜県道92号岐阜巣南大野線の河渡橋と立体交差し、岐阜市立合渡小学校前の寺田橋で伊自良川（長良川支流）を渡る。橋を渡ってすぐ伊自良川の堤防上を右折し、さらにV字に折り返して長良川堤防に戻る。このあたりからは北東方向に進む。岐阜市一日市場には長良川を渡る小紅の渡しの待合所がある。鏡島大橋、大縄場大橋をくぐり、岐阜市東島で国道157号に接続する。忠節橋北交差点まで同国道と重複し、その後も堤防上を進む。金華橋と交差したあたりでは、岐阜メモリアルセンターや長良川国際会議場が左手に、金華山頂にそびえる岐阜城が右手の川の対岸に見える。堤防を降り、国道256号（長良橋通り）と接続する岐阜市若竹町1丁目の長良丘1交差点が終点。

### 2006年の路線変更
以前は瑞穂市穂積（岐阜県道23号北方多度線旧道との交点）が起点で「岐阜県道163号穂積合渡岐阜線」であった。瑞穂市穂積と大垣市墨俣町墨俣の間に岐阜県道23号のバイパスが開通したことに伴い、当道路の起点が大垣市墨俣町に変更されて「岐阜県道163号墨俣合渡岐阜線」となり、大垣市墨俣町長良大橋西交差点から瑞穂市穂積までの岐阜県道23号旧道が当道路に編入された。

### 路線データ
- 始点：岐阜県大垣市墨俣町墨俣・長良大橋西交差点（岐阜県道23号北方多度線・岐阜県道31号岐阜垂井線交点）
- 終点：岐阜県岐阜市若竹町1丁目・長良丘1交差点（国道256号〔長良橋通り〕、岐阜県道94号岐阜美濃線交点）

## 重複区間
- 国道157号・国道303号（岐阜市東島・池ノ上町4交差点 - 岐阜市早田・忠節橋北交差点）

## 地理
起点から終点まで長良川に沿っている。途中、伊自良川を渡る。

### 通過する自治体
- 岐阜県
  - 大垣市
  - 瑞穂市
  - 岐阜市

### 接続路線
- 岐阜県道23号北方多度線・岐阜県道31号岐阜垂井線（大垣市墨俣町墨俣・長良大橋西交差点）
- 岐阜県道172号牛牧墨俣線（大垣市墨俣町墨俣）
- 国道21号岐大バイパス〔立体交差〕（瑞穂市穂積）
- 岐阜県道92号岐阜巣南大野線〔立体交差〕（岐阜市河渡）
- 岐阜県道173号文殊茶屋新田線〔小紅の渡し〕（岐阜市一日市場）
- 岐阜県道173号文殊茶屋新田線（岐阜市江口）
- 岐阜県道77号岐阜環状線〔立体交差〕（岐阜市菅生4丁目）
- 岐阜県道53号岐阜関ヶ原線〔立体交差（直接接続道路なし）〕（岐阜市東島）
- 国道157号・国道303号（岐阜市東島・池ノ上町4交差点、岐阜市早田・忠節橋北交差点）
- 国道256号・岐阜県道94号岐阜美濃線 （岐阜市若竹町1丁目・長良丘1交差点）

### 周辺
- 長良大橋
- 墨俣城
- 穂積大橋
- 河渡橋
- 岐阜市立合渡小学校
- 小紅の渡し
- 鏡島大橋
- 大縄場大橋
- 忠節橋
- 岐阜赤十字病院
- 金華橋
- 岐阜メモリアルセンター
- 長良川国際会議場
- 都ホテル 岐阜長良川
- 長良橋